# Cladonia archeri
Cladonia archeri är en lavart som beskrevs av S. Stenroos. Cladonia archeri ingår i släktet Cladonia och familjen Cladoniaceae.   Inga underarter finns listade i Catalogue of Life.